# Simulium lama
Simulium lama är en tvåvingeart som beskrevs av Rubtsov 1940. Simulium lama ingår i släktet Simulium och familjen knott. Inga underarter finns listade i Catalogue of Life.